# Feel the Pain
Feel the Pain é um single da banda de rock alternativo estado-unidense Dinosaur Jr. de seu álbum de 1994 Without a Sound. A canção é uma faixa que pode ser jogada nos jogos eletrônicos Rock Band 2 e Guitar Hero World Tour. É uma da mais famosas canções da banda e é considerada um clássico do rock alternativo, além de ser a música Dinosaur Jr. que atingiu a maior posição na Billboard hot 100, chegando ao 4º lugar.

## Videoclipe
O vídeo foi dirigido pelo famoso diretor Spike Jonze, e não mostra a banda tocando, mas mostra dois homens jogando golf na cidade inteira. Foi um video muito famoso e passou demais na MTV.

## Posições nas Paradas
Singles - Billboard (North America)
| Year | Single          | Chart              | Position |
| ---- | --------------- | ------------------ | -------- |
| 1994 | "Feel the Pain" | Modern Rock Tracks | 4        |